# 尼尔斯·尼尔高
尼尔斯·托马修斯·尼尔高（丹麥語：Niels Thomasius Neergaard） (1854年6月27日—1936年9月2日)  丹麦历史学家和政治人物，两次担任丹麦首相（1908年-1909年、1920年-1924年），并兼任过财政大臣。他对1915年的丹麦宪法产生了显著的影响。 
尼尔高的著作《Under junigrundloven》(1892-1916)，是展示1848-1866年丹麦政治的主要著作。